# Henri Padou (1928-1999)
Pour les articles homonymes, voir Henri Padou.
Henri Padou, né le 21 août 1928 à Tourcoing et mort le 16 novembre 1999 à Marcq-en-Barœul est un nageur français.
Licencié aux Enfants de Neptune de Tourcoing, il est spécialiste des épreuves de demi-fond en nage libre durant les années 1940. Il remporte en 1948 aux Jeux olympiques de Londres la médaille de bronze au titre du relais 4 × 200 m nage libre.  
Son père Henri est aussi nageur.